# Непал в международных рейтингах
Здесь показаны международные рейтинги Непала.

## Международные рейтинги
| Организация                          | Обзор                                   | Место      |
| ------------------------------------ | --------------------------------------- | ---------- |
| en:Institute for Economics and Peace | Глобальный индекс миролюбия             | 76 из 162  |
| Программа развития ООН               | Индекс человеческого развития           | 145 из 187 |
| Transparency International           | Индекс восприятия коррупции             | 126 из 174 |
| Всемирный экономический форум        | Индекс глобальной конкурентоспособности | 102 из 144 |